# Frøstrup Hovedgård
Frøstrupgaard, nu Frøstrup Hovedgård er en hovedgård beliggende i Frøstrup, Lunde Sogn, Vester Horne Herred, Jylland.
Gården blev udstykket i perioden 1797-1800, hvorefter det største af de to hovedparceller kom til at ligge øst for gården, denne gård bærer nu navnet Frøstrupgård. Det mindre vestlige parcel kaldes nu Frøstruphovedgård.
Der drives stadig landbrug på gården i dag.

## Historie
Frøstrup kendes i hvert fald tilbage til 1487, hvor gården var ejet af Christen Stygge. I 1537 var den overtaget af hans søn Thomas Stygge, og via dennes datter Ellen Stygge gården til Jens Kaas til Ørregård og efter dennes død i 1593 til dennes søn Mogens Kaas. Da han døde i 1639, blev gården ejet af dennes børn i fællesskab, men i 1662 blev den taget i besiddelse af Karen Reedtz, enke efter Jens Kaas til Krabbesholm, hvis svigersøn Frands Juul ejede den i 1682. Han solgte den med et tilliggende på 32 tønder hartkorn i 1687 for 2.200 rigsdaler til Niels Andersen Bollerup, som 1702 skødede den med et tilliggende på 29 tønder hartkorn til Christoffer Andersen Hvas til Viumgård. Men ved en auktion i 1706 købte panthaveren, borgmester i Varde Jens Bertelsen Tavlov den, nu med et samlet tilliggende på 124 tønder hartkorn for 7.167 rigsdaler. Hans arvinger solgte den med et tilliggende på i alt 221 tønder hartkorn for 8.000 rigsdaler til borgmester i Kolding Jens Jørgensen Riis og Jens Damgaard; sidstnævnte blev eneejer i 1737. Hans enke skødede den med et bøndergods på 211 tønder hartkorn for 20.000 rigsdaler til Niels Hansen Lyne, som i 1766 skødede den for 23.000 rigsdaler til oberstløjtnant H.V. Rosenvinge, som bortsolgte en del af godset og i 1771 skødede Frøstrup til birkedommer Hans Smidt, som imidlertid døde i 1796, hvorefter gården 1797-1800 blev udstykket.

## Bygninger
Hovedbygningen, eller borgegården har sammen med det nordlige haveanlæg været omgiven af grave, og har efter en synsforretning 1662 bestået af 4 længer. Det blev opført på ny 1747 af Jens Damgaard og var da af mur og bindingsværk. En del af det gamle stuehus benyttes på den mindste af de to hovedparceller. Avlsbygningerne, som rakte helt ned til vejen, blev efter udstykningen nedbrudt. Møllen, der i dag bærer navnet Tuesbøl mølle, stod lidt overfor gården.

## Ejere af Frøstrup Hovedgård
- (ca. 1487) Christen Stygge (Kristjern)
- (14?? - 1537) Knud & Søren Stygge
- (1537 - 1577) Thomas Stygge (Thomes)
- (1577 - 1593) Jens Kaas
- (1593 - 1627) Ellen Stygge (enke)
- (1627 - 1639) Mogens Kaas
- (1639 - 1651) Jens & Thomes Kaas
- (1651 - 1662) Jens Kaas
- (1662 - 1682) Karen Frederiksdatter Reedtz (enke)
- (1682 - 1687) Frands Juul
- (1687 - 1702) Niels Andersen Bolderup (Boltrup)
- (1702 - 1706) Christoffer Andersen Hvas
- (1706 - 1733) Jens Bertelsen Tavlov (Thaulow)
- (1733 - 1735) Børn af overstående i fællesskab
- (1735 - 1737) Jens Jørgensen Riis & Jens Damgaard
- (1737 - 1754) Jens Damgaard
- (1754 - 1759) Magdalene Elisabeth Rovert (enke)
- (1759 - 1766) Niels Hansen Lyne
- (1766 - 1771) Oberstløjtnant H. V. Rosenvinge (Hans Vilhelm Rossenvinge)
- (1771 - 1796) Birkedommer Hans Johansen Schmidt

(1797 - 1800) Udstykning
- (1796 - 1809) Karens Sophie Schmidt (enke)
- (1809 - 1847) Johan Schmidt
- (1847 - 1852) Niels Andersen
- (1852 - 1854) Christen Thomsen Bundgaard
- (1854 - 1856) Karen Henriksen (enke)
- (1856 - 1880) Christen Gundorph Bruun
- (1880 - 1908) Kristen Pedersen
- (1908 - 1950) Henrik Høj Hansen
- (1950 - 1973) Åge Høj Larsen
- (1973 - 1995) Johannes Kirk
- (1995 - nu) Roelof Inberg